# Orígenes del jazz
El jazz es un género musical nacido en la segunda mitad del siglo XIX, Estados Unidos, que se expandió de forma global a lo largo de todo el siglo XX. 

El género se desarrolló en embrión a partir de las tradiciones de África occidental, Europa y Norteamérica que hallaron su crisol entre la comunidad afroamericana asentada en el sur de Estados Unidos.

En palabras del etnomusicólogo y folclorista Alan Lomax, el jazz es un gumbo musical, un resultado del crisol de razas, del melting pot que era el sur del país.
Geográficamente, el jazz surge en el estado de Luisiana, concretamente en la zona de influencia de Nueva Orleans (cuna del estilo musical y principal centro jazzístico durante la primera época del jazz), a donde llegaban grandes remesas de esclavos provenientes de África, fundamentalmente de la zona occidental de África, al sur del Sáhara, la zona denominada Costa de Marfil, "Costa del Oro" o "Costa de los esclavos".
La palabra jazz, en un sentido relacionado con la música, no fue usada en las primeras etapas de formación del jazz. De hecho, aparece escrita por primera vez el 6 de marzo de 1913, en el periódico San Francisco Bulletin, cuando, al reseñar el tipo de música ejecutada por una orquesta del ejército, señaló que sus integrantes entrenaban a ritmo de ragtime y jazz. Según Walter Kingsley, colaborador del New York Sun, "el término es de origen africano, común en la Costa del Oro africana y en las tierras del interior". Mucho más tarde aún, en enero de 1917 en Nueva York, apareció la palabra jazz como definidora de la música contenida en un disco, grabado por la Original Dixieland Band; durante ese año, además, se popularizaría el término, que probablemente había sido ya de uso común en lenguaje oral entre 2500 y 2789

## Antecedentes históricos

### Antes de la guerra de Secesión
Es poco lo que sabemos sobre la vida musical que hubo entre los negros norteamericanos durante el primer siglo de independencia de la nación.(...) Ya en América, los esclavos se las arreglaron para improvisar tambores y otros instrumentos como el "banjar", con los pocos elementos que tenían a su alcance.

Música de tradición africana

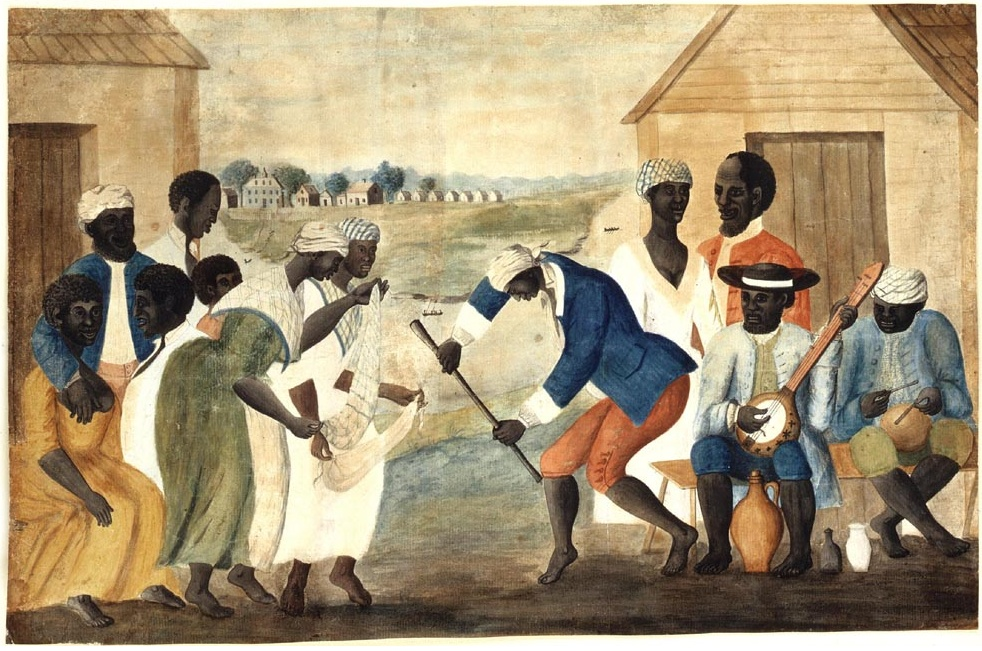
The Old Plantation c. 1785-1795. Acuarela de finales del que muestra a esclavos bailando, con un banjo y un tambor, en una plantación de Carolina del Sur.

En muchas áreas del Sur de Estados Unidos, el batir de tambores estaba específicamente prohibido por la ley, de forma que los esclavos negros tuvieron que recurrir a la percusión mediante las palmas de las manos y el batir de los pies para disfrutar de sus fiestas y su música. Sin embargo, la prohibición no tuvo vigor en la llamada Place Congo (Congo Square) de Nueva Orleans, en la que los esclavos tenían libertad para reunirse, cantar y acompañarse de verdaderos instrumentos de percusión tales como calabazas resecas y rellenas de piedrecitas, el birimbao, las quijadas, el piano de dedo pulgar o sanza, y el banjo de cuatro cuerdas. Entre 1825 y 1845, la danza callejera se prohibió totalmente, aunque a partir de este último año se volvió a autorizar, entre las 16 y las 18,30 horas. Las reuniones del domingo en Congo Square se mantuvieron hasta mediados los años 1880, con cierto carácter ritual.
La música que se desarrollaba en estas sesiones, y en otras de carácter más reservado, era muy variada. De forma prominente, estaban los cantos y danzas del vudú antillano, un rito religioso de carácter sincrético, de origen dahomeico. También otros ritmos y danzas desarrolladas previamente en las islas caribeñas, como la calinda, la bamboula o el baile denominado congo.
Una de las manifestaciones más importantes de la música de los esclavos, de la que ya se tiene constancia en 1770, son los espirituales negros, cuya evolución duró casi un siglo, "desde los comienzos de la Guerra de la Independencia a los albores de la guerra civil". Es importante observar el hecho de que, a pesar de las divergencias en ritmo, armonía y estilo interpretativo, la tradición musical europea que los esclavos conocieron en Estados Unidos ofrecía puntos de contacto con su propia tradición: así, la escala diatónica era común a ambas culturas. Si a esto se le añade el relativo aislamiento cultural en que vivía gran número de esclavos y la tolerancia de los amos respecto de su música, la consecuencia fue que pudiesen mantener íntegro gran parte de su legado musical en el momento de fusionarse con los elementos compatibles de la música europea y estadounidense, con lo que se consiguió un híbrido con notable influencia africana.
De carácter mucho más africano eran las manifestaciones musicales relacionadas con el trabajo y la vida cotidiana. En especial las canciones de trabajo, los hollers, los shouts y ring shouts y, finalmente, los  street cries (gritos callejeros), que incluían tanto pregones de mercaderes, como cantos de celebración, noticias, etc. y que solían cantarse en patois o gombo (dialecto criollo del francés).
Música de entretenimiento
No solo en la conservación de su música tradicional se manifestó el carácter musical de la población de origen africano. Como señala Sablosky, "del siglo XVII al XIX, en las casas de las plantaciones, era cosa familiar ver un violinista negro", que se encargaba de tocar gigas, minuetos y otra música bailable en las fiestas familiares. La figura del violinista tendría una gran importancia en los primeros tiempos del jazz.
Una de las manifestaciones musicales originarias del sur y que más éxito alcanzó en el periodo anterior a la guerra, fue el minstrel, un espectáculo que mezclaba elementos de la opereta con números musicales basados en los "cantos de las plantaciones". Se generalizaron a partir de 1820, interpretados por actores y cantantes blancos que actuaban con la cara tiznada, y su música provenía más bien de las óperas inglesas, sin relación alguna real con la música de origen africano, salvo la utilización de instrumentos como el banjo, el pandero y otros de de percusión, además del imprescindible violín. El primer gran éxito del minstrelsy fue "Jim Crow", un supuesto baile de los negros de las plantaciones, mucho más próximo sin embargo a las danzas escocesas, que Thomas Dartmouth Rice llevó incluso a Europa, en 1836, con su grupo Virginia Mistrels. Canciones de gran proyección e influencia en los primeros tiempos del jazz, como las de Stephen Foster, se compusieron en este marco.
Estrictamente blancas hasta la guerra civil, las bandas de música, sobre todo las militares, tuvieron también una importante presencia en el mundo musical estadounidense de la primera mitad del siglo XIX.

### La posguerra
La guerra de Secesión supuso un cambio importante en la vida musical estadounidense, viendo el nacimiento de nuevas prácticas y la desaparición de antiguas instituciones (las escuelas de canto, por ejemplo) que habían sido determinantes en la evolución de la música en el país, hasta entonces. En la música afroamericana, el impacto fue mayor aún, por cuanto la guerra destruyó completamente la estructura social en la que, hasta entonces, aquella se había desarrollado, por lo que la base sobre la que evoluciona es del todo diferente. En palabras del musicólogo Irving Sablosky:

Las energías musicales dispersas que habían venido extendiéndose al azar en los primeros 50 años del siglo, ahora se centraban y consolidaban en instituciones netamente americanas.

El minstrel, aunque permaneció casi hasta final del siglo XIX, perdió su carácter de parodia de la música negra e incorporó actores, cantantes y músicas realmente afroamericanas, introduciendo bailes como el cakewalk. Algunas de estas canciones, han permanecido como estándares del jazz, como "Carry me back to old Virigina" de James Bland (1878). De este proceso, y especialmente del ritmo del cakewalk, unido a elementos de la música culta europea, nació un nuevo estilo llamado ragtime, que era interpretado inicialmente por grupos de negros, aunque ha permanecido en la historia como un estilo eminentemente pianístico, gracias a las partituras editadas y a los rollos de pianola. Su nacimiento parece situarse en el medio oeste, en el área de San Luis, y su éxito vino de la mano de los honky tonks y barrelhouses, cabaretuchos de mala fama y mucha clientela. Su auge se correspondió con la caída y desaparición del propio "minstrel".
Por otra parte, la guerra supuso un fuerte impulso de la música militar, y la incorporación de la población negra a las bandas de música. La finalización de la guerra supuso la llegada al mercado de gran cantidad de instrumentos musicales a bajo precio, accesible a los esclavos recién liberados, muchos de los cuales tomaron la música como forma de vida. Florecieron entonces las "bandas civiles", que pulularon por todo el sur, como 'marching bands' y bandas de música que, en la segunda mitad del siglo XIX, suponían el formato habitual en lo que a conciertos de música popular se refiere.
El endurecimiento, a finales de siglo, de las "leyes de Jim Crow" en Luisiana, que promovían la segregación racial con el tristemente famoso "iguales pero separados", hizo que muchos músicos afroamericanos fueran expulsados de diversas bandas que mezclaban a blancos y a negros. La habilidad de estos artistas musicalmente formados, capaces de transcribir y leer aquello que en gran parte suponía un arte de improvisación, hizo posible conservar y diseminar sus innovaciones musicales, hecho que cobraría una importancia creciente en el desarrollo del jazz.

### Elblues
De entre las manifestaciones nuevas de la música de origen afroamericano, la más original y sorprendente, en su momento, fue la aparición del blues. La mayor parte de las formas musicales del cancionero negro del XIX, se singularizan por su carácter netamente coral, incluso en aquellos que se ejecutaban de forma aislada, pues "representan la expresión genuina de un sector del pueblo". El blues, sin embargo, se concibió desde su comienzo como canciones destinadas a ser entonadas por un solista y a manifestar opiniones o sentimientos individuales. Su origen musical está, indudablemente, en los espirituales, shouts y work songs, aunque su aparición se debe precisamente a la ruptura de la fuerte conexión que estas música tenían en la propia esclavitud, y la aparición de un tipo social de afroamericano nuevo, más urbano y menos enraizado en su comunidad. Los hollers de los campos de algodón (cottonfield hollers) son el nexo entre las antiguas canciones y el blues.
El más específico de los hallazgos del blues fue la blue note, que es un intervalo de cuarta aumentada, y que está presente desde el principio de la aparición del género, incluso antes aún, en algunos "hollers". Algunas características asociadas al blues actualmente, como la estructura rítmica en doce compases, no son originarias, sino que se generalizan mucho más tardíamente (ya en los años 1930); y otras, como es el caso de su estructura melódica, recogen la fórmula "call and response", tradicional de casi toda la música afroamericana.
Es difícil precisar el momento en que el blues aparece como forma musical definida, aunque tiende a situarse su nacimiento entre 1870 y 1900. Paul Oliver cita un texto de Charlotte Forten, de 1862, en el que ya habla de blues como estado de ánimo y de cómo algunas work songs se cantaban de forma especial, para superar los blues.

## El nacimiento del jazz
Muchos historiadores del jazz son reacios a retrasar su nacimiento más allá de comienzos del siglo XX, e incluso algunos se muestran aún más prudentes:

La mayoría de las consideraciones musicales relativas al jazz anterior a 1917 son materia de especulación, pues apenas existen grabaciones de lo que hoy se suele conocer como jazz.

Sin embargo, diversos autores han puesto de manifiesto que, ya antes de este cambio de centuria, existían bandas y músicos que tocaban una música que estaba compuesta, ciertamente, por himnos, marchas, mazurcas o valses, pero que se tocaba de una forma hot, para agradar a un público formado por afros, en buena parte recién llegados del campo. Ortiz Oderigo cita, basándose en los trabajos de musicógrafos como James Monroe Trotter o Rudi Blesh, una serie de bandas que funcionaban desde mucho antes del cambio de siglo: la de Louis Ned, en 1874-75; la Young Man's Brass Band de Sam Thomas, en Memphis (Tennessee), hacia la misma época; la Kelly's Band y la Saint Bernard Brass Band, ambas de Nueva Orleans, hacia 1878; la Bluff City Band, de James L. Harris, que actuaba en los riverboats; o la "Brass Band" de Robert Baker, reunida en 1880. Estas bandas de músicos afros actuaban en desfiles callejeros, actos sociales y políticos (según Blesh, una docena de ellas estuvieron presentes en el entierro del presidente James Garfield, en 1881), así como en entierros y sepelios de personas prominentes de la comunidad afroamericana. También el hecho de que, según el músico W. C. Handy, en lugares como Memphis (Tennessee) ya existieran en 1905 muchas bandas que tocaban un jazz primitivo, y que estas desconocieran lo que se hacía en Nueva Orleans, es indicativo de que ambos derivaban de un proceso común anterior, al menos en varias décadas.
Los diferentes autores sí coinciden, en general, en considerar que la aparición del jazz fue consecuencia de la "prodigiosa conjunción de diversos elementos históricos, raciales, sociales, religiosos y musicales" que se dieron en Nueva Orleans, en las últimas décadas del siglo XIX. Entre estas, no fue la menor el desarrollo de un grupo social criollo, procedente de las relaciones de los miembros de la alta sociedad de origen franco-español con sus esclavas, que vivía en un barrio céntrico de la ciudad, con acceso a una educación musical "clásica" y que, a la vez, mantenían su vínculo con la música tradicional afroamericana. La ciudad también se pobló de un gran número de esclavos emancipados que abandonaron las plantaciones rurales y llegaban en busca de un trabajo que, desde muy pronto, ya en 1877, la retirada del ejército unionista de las zonas del sur y el endurecimiento de las leyes segregacionistas habían convertido en difícil de obtener. Esta nueva comunidad negra no tuvo, al menos en un primer momento, una buena relación con los criollos.
El crítico Joachim E. Berendt, resume la serie de razones por las que Nueva Orleans se convirtió en la principal cuna del jazz:
- La cultura hispano-francesa asentada en la ciudad desde mucho tiempo atrás.
- Las tensiones y diferencias originadas por la presencia en Nueva Orleans de comunidades negras bien diferenciadas y enfrentadas.
- La rica vida musical de la ciudad, con un gran número de actividades musicales de tradición europea, vedadas a los afros, que oponían las suyas propias.
- La concentración de todos estos hechos en un único barrio, Storyville, con un gran número de establecimientos de ocio establecidos espacialmente sin diferenciaciones de rango.

De acuerdo con muchos músicos de Nueva Orleans que recordaban la época, las figuras clave en el desarrollo del nuevo estilo fueron el trompetista Buddy Bolden y los miembros de su banda. Bolden es recordado como el primero en tomar el blues –hasta el momento una música folclórica cantada y acompañada por guitarra o armónica– y arreglarlo para instrumentos de metal. La banda de Bolden tocó blues y otras canciones, "variando la melodía" constantemente (improvisando), creando una sensación en la ciudad y rápidamente fueron imitados por muchos otros músicos. Hacia principios del siglo XX, viajeros que visitaban Nueva Orleans remarcaban la habilidad de las bandas locales para tocar ragtime con una vitalidad que no se escuchaba en otros lados.
Para 1917, cuando el jazz comienza a recogerse en grabaciones sonoras, el proceso de formación del género ya se había completado e, incluso, había saltado al norte (Chicago, especialmente) y estaba presto para globalizarse.

## Los primeros tiempos deljazz

### Características más relevantes

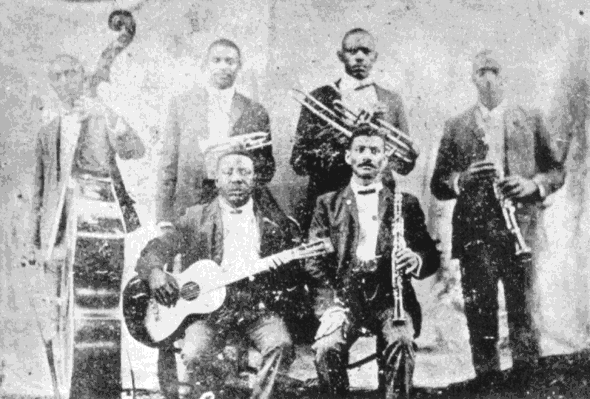
Jimmy Johnson, Buddy Bolden, Willie Cornish y William Warner. Sentados: Jefferson Mumford y Frank Lewis, alrededor de 1900.

Los primeros grupos musicales que tocaron una música que ya podemos considerar sin duda como jazz, nada más comenzar el siglo XX, se caracterizaban por poseer:
- Una sección rítmica cuya función no era melódica y que, inicialmente, estaba formada por banjo o guitarra, tuba y percusión (caja y bombo, básicamente), pero que rápidamente evolucionaría con contrabajo y batería y, más tarde, piano.
- Una sección melódica integrada por varios instrumentos, usualmente los propios de una banda de música (corneta, que solía liderar la línea melódica, trombón y clarinete), a los que se unía con frecuencia el violín, debido a la gran tradición que este tenía entre los afroamericanos de más nivel educativo.

La utilización de estos instrumentos era muy específica del género:

Mientras que el pianista de ragtime operaba como una entidad autosuficiente que ejecutaba de modo simultáneo los elementos melódicos, armónicos y rítmicos de la pieza, el pianista inscrito en un grupo de jazz se especializaba en dos de estas tres funciones: el patrón armónico y el ritmo propulsivo.

Por otro lado, el percusionista añadió vivacidad y síncopa a estos primeros combos jazzísticos:

El ritmo de los grupos de Nueva Orleans (...) se caracterizaba por operar en tres niveles: el pulso de negra, el grupo armónico de blanca y el grupo melódico u ornamental de corchea. (...) La polifonía improvisada de la primera línea consistía en ornamentación, obbligato e invención contramelódica. (...) El conjunto musical incluía elementos formales.

Rítmicamente, los dos rasgos característicos del jazz de Nueva Orleans eran el break, originador de homofonía, y el stomp, con rasgos polifónicos, y que de alguna forma mantenían el carácter cruzado de la rítmica africana.

### Los primeros músicos deljazz
Cuando acaba el siglo XIX, hay ya algunos músicos que tienen cierto renombre en el mundo del incipiente jazz, y no solamente el ya citado Buddy Bolden (1863-1931), quizás el más famoso de todos ellos. Manuel Mello, que tocó en las primeras bandas de la época, afirmaba en 1945 a "Basin street", la revista de la National Jazz Foundation de Nueva Orleans, que él ya oía jazz antes de que apareciera Bolden en la escena local, destacando especialmente el grupo del violinista Johnny Schenk, que se formó en 1893 y se deshizo en 1898. Se sabe que, además de Schenk, lo integraban el cornetista Batt Steckler, John Weinmunson (guitarra) y Albert Bix (contrabajo), y que solía tocar en fiestas y en las celebraciones del Mardi Gras.
Autores como Robert Goffin y André Hodeir afirman también que el cornetista Manuel Pérez (1879-1946) formó su primera banda antes de que lo hiciera Bolden. Lo cierto es que, este último, organizó su banda a comienzo de la década de 1890, oscilando entre cinco y siete miembros: Bolden, a la corneta; Willie Cornish o Frankie Dusen al trombón; Frank Lewis o William Warner, a veces los dos, al clarinete; Tom Adams, violín; Brock Mumford, guitarra; Jimmy Johnson, contrabajo; y Louis Ray, percusión. Como otras muchas bandas de ese momento, aún carecía de piano, y se presentaba como Buddy Bolden's Ragtime Band. Estas bandas trabajaban en locales nocturnos de Nueva Orleans, pero con frecuencia realizaban temporadas en los riverboats, que unían la ciudad del delta con San Luis, remontando el Misisipi. El cornetista Bunk Johnson se unió a su banda alrededor de 1895, que aún no contaba con piano. Dado que Bolden fue internado en un hospital siquiátrico en 1907, no llegó a grabar ningún disco.
También antes de acabar el siglo XIX, el violinista John Robechaux mantuvo una banda entre 1895 y 1900, en la que estaban James Williams (corneta), Ed Cornish (trombón), Lorenzo Tio y George Baquet (clarinetes), Buddy Scott (guitarra), Henry Kimball (contrabajo) y Dee Dee Chandler (batería). Entre 1900 y 1909, destacó la Olympia Band, dirigida sucesivamente por el trombonista Joseph Petit y el cornetista Freddie Keppard, y en la que, además, estuvo Alphonse Picou (clarinete), entre otros. La banda volvió a reunirse en 1912, con diversos cambios, e incorporando a Sidney Bechet. Por su parte, Frank Dusen mantuvo la banda de Bolden, tras la retirada de este, en 1907, incluyendo a figuras como Louis Ned y Papa Mutt Carey en las cornetas. También la Imperial Band de Manuel Pérez, fundada en 1909 y funcionando hasta 1912, con George Filhe en el trombón, entre otros.
Además, cabe citar a las bandas del violinista Armand Piron, que solía trabajar en los riverboats, manteniéndose hasta 1923; la Onward Brass Band, en la que también militó Pérez; la Tuxedo Brass Band del cornetista Papa Celestin; los Brown Skinned Babies del trombonista Kid Ory, en la que comenzaron sus carreras King Oliver y, después, Louis Armstrong; la Noone-Petit Orchestra, de Jimmy Noone y Joseph Petit, que también incluyó a Richard M. Jones (piano); la banda de Papa Mutt Carey, y otras muchas que no llegaron a grabar nunca. Destaca entre estas la Original Creole Orchestra del contrabajista William Manuel Johnson, quien se reputa como el pionero en el estilo de tocar el instrumento sin arco, y del cornetista Freddie Keppard, que realizó giras por todo el país antes de su separación en 1917. Según indica William Russell, la compañía Victor ofreció a Keppard realizar una grabación en 1916, pero este se negó para que no copiaran su estilo. Sería Nick LaRocca, un trompetista blanco, quien tuviera el honor de realizar la primera grabación de jazz, con su banda Original Dixieland Jass Band, ya en 1917.
Es interesante señalar que, en aquellos tiempos, la música de baile popular no era el jazz, aunque en ella se encontraban ya formas precursoras, por ejemplo con la incorporación de elementos del blues o el ragtime. Compositores neoyorquinos (los conocidos como el grupo de la Tin Pan Alley, entre ellos Irving Berlin), incorporaron la influencia del ragtime a sus composiciones, aunque apenas utilizaban los mecanismos específicos que eran naturales a los artistas del jazz (los ritmos, las blue notes). Pocas cosas consiguieron más para hacer popular este jazz incipiente, que el éxito de Berlín en 1911, llamado "Alexander's Ragtime Band", que se convirtió en una auténtica locura tanto en los Estados Unidos como en Europa (especialmente en Viena). Aunque la canción no estaba escrita como un ragtime, la letra habla de una banda de música que convertía canciones populares a ritmos de jazz –como en la estrofa donde dice: "si quieres oír el ‘Swanee River’ tocado en ragtime…"–.

### Otros focos de desarrollo del jazz

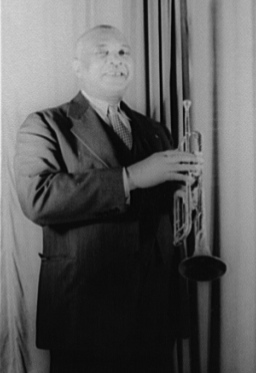
W. C. Handy.

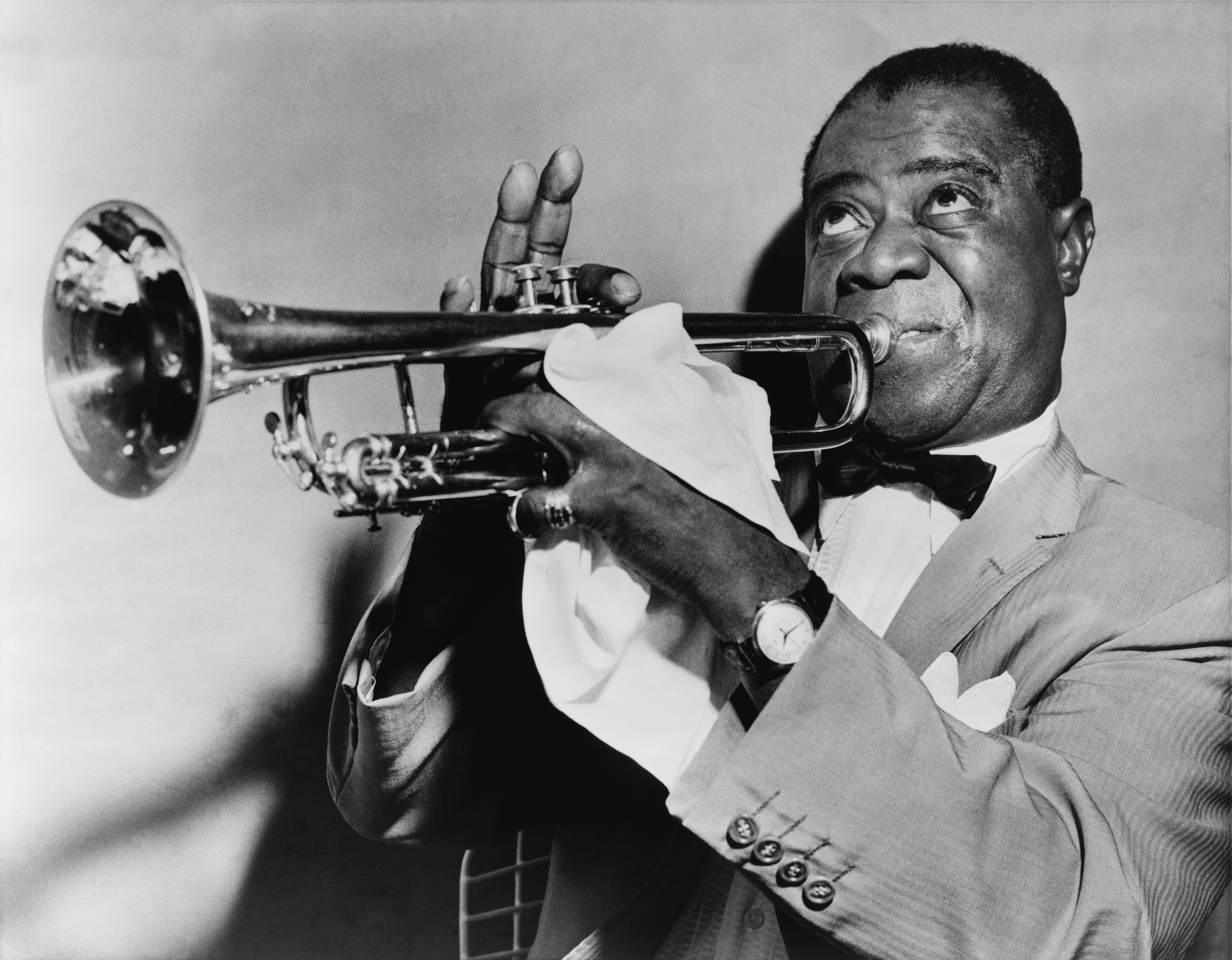
Louis Armstrong, uno de los pioneros del jazz.

No solo en Nueva Orleans se desarrolló una nueva música. W. C. Handy aseguraba que, ya en 1905, en Memphis, había bandas de jazz. Igual sucedió en otros lugares del país.
El pastor afroamericano Daniel J. Jenkins, de Charleston (Carolina del Sur), fue una figura insólita de gran importancia en el temprano desarrollo del jazz. En 1891, Jenkins estableció el Orfanato Jenkins para niños y, cuatro años después, instituyó un riguroso programa musical en el cual los jóvenes del orfanato eran educados en música religiosa y secular contemporánea, incluyendo oberturas y marchas. Huérfanos precoces y fugitivos, algunos de los cuales tocaban ragtime en bares y burdeles, fueron enviados al orfanato para su "salvación" y rehabilitación, y también para que hicieran su contribución a la música. Siguiendo la moda de los Fisk Jubilee Singers y de la Universidad de Fisk, las bandas del orfanato Jenkins viajaron mucho, ganando dinero para mantener el orfanato. Jenkins recibía anualmente en el orfanato aproximadamente 125-150 "ovejas negras", y muchos de ellos recibieron entrenamiento musical formal. Menos de 30 años después, cinco bandas actuaban nacionalmente, y una de ellas viajaba a Inglaterra –en contra de la tradición Fisk–. Sería difícil exagerar la influencia de las bandas del Orfanato Jenkins en el temprano jazz, dado que sus miembros llegaron a tocar con leyendas del género como Duke Ellington, Lionel Hampton y Count Basie. Entre ellos estuvieron los virtuosos trompetistas Cladys "Cat" Anderson, Gus Aitken y Jabbo Smith.
En el norte de Estados Unidos, se desarrolló un estilo "caliente" de tocar ragtime, centrado en la ciudad de Nueva York, aunque se puede encontrar este estilo en las comunidades afroamericanas desde Baltimore hasta Maryland. Algunos comentaristas posteriores han categorizado esta forma musical como una temprana forma de jazz, mientras que otros discrepan. Fue caracterizado por su ritmo jovial, pero carecía de la influencia blues de los estilos sureños. Las versiones solistas de piano del estilo norteño fueron tipificadas por pianistas como el célebre compositor Eubie Blake (un hijo de esclavos cuya carrera musical se extendió durante ocho décadas). James P. Johnson tomó el estilo norteño y en 1919 desarrolló un estilo propio para tocar que se denominó stride, también conocido como barrelhouse piano. En este estilo, la mano derecha toca la melodía, mientras que la izquierda camina o "da saltos" de un compás más rápido a uno más lento, manteniendo el ritmo. Johnson influyó a pianistas posteriores como Fats Waller, Willie "The Lion" Smith, Art Tatum y Billy Kyle.
El principal líder orquestal de este estilo fue James Reese Europe, y sus grabaciones de 1913 y 1914 preservan un raro vislumbre de la cumbre de este estilo. Fue durante estos tiempos cuando la música de Europe influyó en un entonces joven George Gershwin, quien compondría la clásica "Rhapsody in Blue" inspirada en el jazz. En la época en que Europe grabó nuevamente, en 1919, Gershwin incorporó, a su vez, la influencia que había tenido en él el estilo de Nueva Orleans. Las grabaciones de Tim Brymn dieron a las generaciones siguientes una mirada diferente del "caliente" estilo norteño sin ser demasiado evidente la influencia de Nueva Orleans.
A comienzos de la década de 1910 en Chicago, las bandas de baile seguían la moda de Nueva Orleans, aunque comenzaron a introducir un instrumento hasta entonces inusual, el saxofón. Bud Freeman fue uno de sus principales nombres. Con la llegada de sucesivas remesas de músicos desde el delta, en la ciudad fue aquilatándose un estilo propio, que se denominó "Chicago Jazz".
A las orillas del Misisipi desde Memphis, Tennessee, hasta Saint Louis, Misuri, se desarrolló otro estilo de bandas que incorporaron el blues como elemento principal. El compositor y líder más famoso de este estilo fue el llamado "Padre del Blues", W. C. Handy. Mientras que en algunos aspectos era similar al estilo de Nueva Orleans (la influencia de Bolden se difundió a lo largo del río), carecía de la libre improvisación de los estilos más sureños. El mismo Handy, durante muchos años, acusó al jazz de ser innecesariamente caótico, y en su estilo la improvisación estaba limitada a cortos rellenos entre frases considerándolo inapropiado para la melodía principal.